# Trevor Bassitt
Trevor Bassitt (ur. 26 lutego 1998 w Bluffton) – amerykański lekkoatleta specjalizujący się w biegach sprinterskich oraz płotkarskich.

## Kariera sportowa
Na arenie międzynarodowej odniósł następujące sukcesy:
| Rok  | Miejsce   | Zawody                    | Konkurencja                | Pozycja       | Wynik           |
| ---- | --------- | ------------------------- | -------------------------- | ------------- | --------------- |
| 2022 | Belgrad   | halowe mistrzostwa świata | bieg na 400 m              | srebrny medal | 45,05           |
| 2022 | Eugene    | mistrzostwa świata        | bieg na 400 m przez płotki | brązowy medal | 47,39           |
| 2023 | Budapeszt | mistrzostwa świata        | bieg na 400 m przez płotki | 6. miejsce    | 48,22           |
| 2023 | Budapeszt | mistrzostwa świata        | sztafeta 4 × 400 m         | 1. miejsce    | 2:57,31 (elim.) |
| 2024 | Glasgow   | halowe mistrzostwa świata | sztafeta 4 × 400 m         | 1. miejsce    | 3:02,60 (elim.) |

Złoty medalista halowych mistrzostw Stanów Zjednoczonych w biegu na 400 m (2022).

## Rekordy życiowe
na stadionie
- bieg na 400 metrów – 45,25 (15 kwietnia 2023, Gainesville)
- bieg na 400 metrów przez płotki – 47,38 (21 sierpnia 2023, Budapeszt)

w hali
- bieg na 400 metrów – 45,05 (19 marca 2022, Belgrad)